# Сливников, Анатолий Михайлович
Анатолий Михайлович Сливников (14 февраля 1950 года, деревня Никаново, Чагодощенский район, Вологодская область, РСФСР, СССР — 29 июня 2005 года, Санкт-Петербург, Россия) — советский и российский актёр театра и кино. Благодаря фактурной внешности сыграл большое количество ролей бандитов, преступников, солдат, силачей и простых, грубых людей.

## Биография
Анатолий Сливников родился 14 февраля 1950 года в деревне Никаново Чагодощенского района Вологодской области, в крестьянской семье. В начале 1960-х годов его семья переезжает в деревню Кисельня Волховского района Ленинградской области. После окончания школы Анатолий поступает во Всеволожский сельскохозяйственный техникум, где активно участвует в самодеятельности, играет в ВИА. Вернувшись после учёбы домой, решает стать актёром и по направлению сельской администрации поступает в Ленинградский государственный институт культуры имени Н. К. Крупской, который заканчивает в 1978 году, после чего три года работает в Кокчетавском областном русском драматическом театре. 17 ноября 1978 года он женится на своей однокурснице Валентине.
Летом 1981 года актёр возвращается в Ленинград. На студии Ленфильм он встречается с режиссёром Алексеем Германом, который приглашает его сниматься в фильме «Мой друг Иван Лапшин». Анатолий снимается ещё в нескольких фильмах, становится узнаваем, и после роли в фильме «Блондинка за углом» его приглашают на работу в Ленинградский государственный молодёжный театр на Фонтанке, где он трудится около восьми лет, в том числе играет несколько главных ролей. Помимо этого активно продолжает сниматься в кино. Всего за жизнь Анатолий Михайлович принял участие в создании более семидесяти кинокартин и телефильмов.
Актёр скончался на 56-м году жизни 29 июня 2005 года от крупозного воспаления лёгких. Похоронен на кладбище в деревне Кисельня Волховского района.
Сын Михаил (03.06.1982) также стал актёром.

## Избранная фильмография
1. 1982 — Остров сокровищ — Джоб Эндерсон
2. 1983 — Небывальщина — пристав
3. 1983 — Приключения Шерлока Холмса и доктора Ватсона: Сокровища Агры — Мак-Мурдо
4. 1983 — Скорость — сержант в отделении милиции (нет в титрах)
5. 1984 — Анна Павлова (СССР, Великобритания, ГДР, Куба, Франция) — зритель (нет в титрах)
6. 1984 — Мой друг Иван Лапшин — Бычков
7. 1984 — Жил-был доктор... — эпизод
8. 1984 — И вот пришел Бумбо... — Степан Егоров, борец в цирке
9. 1984 — Без семьи — полицейский
10. 1984 — Блондинка за углом — Гена-«Крокодил», брат Надежды
11. 1985 — Грядущему веку — телохранитель
12. 1985 — Зимняя вишня — Василий, водитель автобуса
13. 1985 — Иди и смотри — Здоровила, партизан, переодетый в немецкого солдата
14. 1985 — Противостояние — сержант милиции в Нардыне
15. 1986 — Исключения без правил — завхоз / пациент в коляске
16. 1986 — Чужая Белая и Рябой — полковник Пилипенко
17. 1986 — Левша — Городовой
18. 1986 — Исключения без правил (киноальманах, новелла «Голос») — пациент в коляске
19. 1986 — Сказание о храбром Хочбаре — полковник
20. 1987 — Как стать звездой — водитель трамвая
21. 1987 — Асса — «Амбал»
22. 1987 — Жизнь Клима Самгина — кочегар (нет в титрах)
23. 1987 — Сказка про влюблённого маляра — Балдак-богатырь
24. 1988 — Собачье сердце — Иван, пожарный
25. 1989 — Музыкальные игры — инопланетянин
26. 1989 — Нечистая сила — Корыто
27. 1989 — Трудно быть богом (ФРГ, СССР, Франция, Швейцария) — эпизод
28. 1989 — Фанат — Павел, сожитель матери Егора
29. 1989 — Филипп Траум — Вольмайер, владелец трактира, отец Сеппи
30. 1989 — ЧП районного масштаба — водитель
31. 1990 — Морской волк — Йогансен, (озвучил Рогволд Суховерко)
32. 1991 — Дом под звёздным небом — генерал МВД
33. 1991 — Духов день — Коля
34. 1991 — Осада Венеции (СССР, Италия, Франция) — один из лакеев (нет в титрах)
35. 1991 — Пустыня — апостол Пётр (Симон Ионин)
36. 1991 — Чокнутые — главарь разбойников
37. 1992 — Комедия строгого режима — прапорщик Смолярчук
38. 1992 — Короткое дыхание любви — Седой
39. 1993 — Окно в Париж — майор отделения милиции
40. 1993 — Лабиринт любви — Коля
41. 1993 — Дневник, найденный в горбу (Польша, Россия) — советский солдат
42. 1994 — Колечко золотое, букет из алых роз — посетитель лавки
43. 1994 — Грушко — Костя
44. 1994 — Вива, Кастро! — директор школы
45. 1994 — Вива, Сталин (фильм) (Германия, Россия, короткометражный)
46. 1994 — Полигон 2 — военврач
47. 1994 — Последнее дело Варёного — Марат Петрович, ухажёр Светланы Андреевны
48. 1994 — Русский транзит — «Джамшуд», боевик мафии
49. 1995 — Экспресс до Пекина — Толя
50. 1995 — Полночь в Санкт-Петербурге (Великобритания, Канада, Россия) — бандит Алекса
51. 1996 — Распутин — начальник охраны
52. 1996 — Наследник — Фёдор
53. 1997 — История про Ричарда, Милорда и прекрасную Жар-птицу — бандит «Лихой»
54. 1997 — Санчо с ранчо — милиционер / шахтёр
55. 1998 — Дух — эпизод
56. 1998 — Зал ожидания — подполковник милиции Василий Синицын
57. 1998 — Я первый тебя увидел — красноармеец
58. 1998 — Улицы разбитых фонарей. Новые приключения ментов — Делов, швейцар-самурай (Обнесенные ветром) / Ольга Михайловна Мельник, директриса ресторана (Сердечная недостаточность)
59. 1998—2001 — Агент национальной безопасности — заключённый в СИЗО, бандит Сиплый (в сериях «Петя и Вол», «Шантаж»), Сиплый (в серии «Рекламная пауза»)
60. 2000 — Воспоминания о Шерлоке Холмсе — Мак-Мурдо
61. 2000 — Мифы. Подвиги Геракла (короткометражный) — эпизод
62. 2000 — Убойная сила — Юрий Хохлов «Лысый», бандит в шайке Боголепова
63. 2000 — Романовы. Венценосная семья — Родзянко
64. 2002 — Русские страшилки — поэт Майский, сотрудник газеты «Русские страшилки»
65. 2002 — Хмырь — Хмырь
66. 2002 — Шукшинские рассказы (новелла «Вянет — пропадает») — отдыхающий
67. 2003 — Танцор — капитан ОМОНа
68. 2003 — Три цвета любви — старший
69. 2004 — Потерявшие солнце — Евгений Сергеевич
70. 2004 — Именины — человек в окне